# Сотрудничество ОУН с германскими спецслужбами
Сотрудничество ОУН с германскими спецслужбами — контакты Организации украинских националистов с Абвером, РСХА и гестапо в межвоенный период и во время Второй мировой войны. Сотрудничество ОУН с немецкой разведкой и контрразведкой началось ещё во времена Веймарской республики. Украинские националисты видели в Германии союзника, потому что она так же, как и они, негативно относилась к Версальскому послевоенному устройству Европы. Приход Адольфа Гитлера к власти усилил антиверсальскую направленность немецкой внешней политики. Контакты продолжались вплоть до Второй мировой войны и нападения Германии на СССР.
Современные украинские историки, признавая факт сотрудничества между ОУН и Абвером, оправдывают его тем, что подобная практика типична для любых «революционных движений», не гнушающихся никакими средствами и союзниками ради реализации своих стратегических планов. Иногда утверждается, что Абвер в основном вербовал агентуру из числа членов ОУН на индивидуальной основе, тогда как руководство организации якобы просто закрывало на это глаза.

## 1920-е годы. УВО
Сотрудничество украинских националистов с немецким Абвером началась ещё задолго до прихода нацистов к власти. Наибольшую роль в её настройке сыграл Рико Ярый, который с 1921 года возглавлял сеть УВО в Германии и занимался поиском, в частности, источников для снабжения Организации оружием и военными материалами, денежными средствами, учебными базами.
Благодаря этому в январе-марте 1923 года группа членов УВО получила возможность прохождения в Мюнхене трёхмесячных радиотехнических и диверсионных курсов. По воспоминаниям одного из слушателей этих курсов Осипа Мельниковича.
В конце 1923 — на начале 1924 года аналогичные курсы под контролем Рико Ярого были проведены также в Голландии. В конце 1932 года между тогдашним шефом немецкой разведки Конрадом Патцингом и Евгением Коновальцем и Риком Ярым было заключено устное соглашение, по которому ОУН соглашалась сотрудничать в военной сфере в случае немецко-польского конфликта, а немецкая разведка обязалась осуществлять ежемесячное финансирование ОУН на сумму в 7000 марок ежемесячно, начиная с 1933 года, а также при необходимости обеспечивать организацию дополнительными суммами для выполнения «специальных задач».
В 1925 году германская тайная полиция поручила Коновальцу расширить число своих людей в тайной полиции разных стран — на Балканах, в государствах Малой Антанты, в Швейцарии, Польше и Прибалтике. За выполнение этого задания организация получила отдельное вознаграждение.
В 1928 году, в связи с дипломатическим протестом польских властей, получивших доказательства связи УВО с немецкими спецслужбами, финансирование УВО было на несколько лет прекращено.

## 1930-е годы
ОУН как наследница и продолжательница УВО, разумеется, также находилась в поле зрения германских спецслужб.
Основным регионом деятельности ОУН была Восточная Галиция, а её руководящая структура здесь именовалась «Краевая Экзекутива ОУН на западно-украинских землях».
Весной 1929 года, с созданием ОУН и её Краевой экзекутивы, в Галиции был организован ряд массовых протестных акций, направленных на различные сферы отношений между польским государством и украинским национальным меньшинством. Активизировалась и деятельность, направленная на обеспечение финансового положения организации посредством «экспроприаций» — вооружённых ограблений государственных и частных польских учреждений (прежде всего, почт и банков).
В 1932 году в ходе встречи представителей германской разведки с Коновальцем было выработано негласное «джентльменское» соглашение о расширении сотрудничества, в том числе «и в военной области в случае войны с Польшей». После прихода Гитлера к власти отношения между ОУН и Германией становятся ещё теснее. Украинский вопрос входит в сферу интересов высшего руководства Третьего рейха. В этот период Коновалец писал своему душепастырю Андрею Шептицкому: «Всё идёт хорошо. Счастливое начало 1933 года создало условия, при которых наша освободительная акция каждый день набирает всё больший размах и силу. Время испытало нашу дружбу и сотрудничество с немцами и, испытав, показало, что, невзирая на многократные искушения поладить с поляками, мы избрали единственно правильную ориентацию… Я часто вспоминаю тот день, когда услышал от Вашей Экселенции слова о том, что рано или поздно международные факторы поручат именно немцам уничтожить большевистскую Россию… „Немцы являются самыми искренними друзьями Украины, — советовали Вы мне тогда, — с ними нужно искать контакт и сотрудничество“. Слова Вашей Экселенции были вещими... Да, Германия под руководством своего фюрера Адольфа Гитлера перед всем миром взяла на себя эту миссию. Почитаю за свою сыновнюю обязанность доложить вашей Экселенции о том, чего никто не знает, или знают только те, кто непосредственно прорабатывает планы и ведёт подготовку к осуществлению этой большой цели. В этой подготовке на нас возложена не последняя роль...».
В 1933 году главой Краевой Экзекутивы стал Степан Бандера. Под его руководством ОУН проводит серию резонансных террористических актов против польских властей. В частности, в 30-х годах от рук боевиков ОУН погибли комиссар польской полиции во Львове Эмилиан Чеховской, польский посол Тадеуш Голувко, представитель советского консульства во Львове Алексей Майлов, бывший сотник УГА, директор Украинского академической гимназии во Львове Иван Бабий, обвинённый в сотрудничестве с поляками.
С 1934 года ОУН переносит свою резиденцию в Берлин. В Германии создаются разведывательно-диверсионные курсы и школы для членов ОУН. По согласованию с Коновальцем, в предместьях Берлина были построены казармы для курсантов из числа украинских националистов. С 1 июня 1934 года ОУН получала ежемесячное финансирование от заграничного отдела НСДАП, а также выплаты от германского генштаба и гестапо.
Пиком террористической деятельности ОУН стало покушение на жизнь министра внутренних дел Польши Бронислава Перацкого. Это убийство было актом мести за «пацификацию» в Восточной Галиции в 1930 году. Тогда польские власти усмиряли галичан массовыми избиениями, разрушая и сжигая украинские читальни, хозяйственные учреждения. Практически все организаторы террористического акта были арестованы польской полицией и в 1936 году осуждены на различные сроки заключения. После убийства Перацкого немецкие спецслужбы, опасаясь международного скандала по первому же требованию польских властей арестовали и депортировали в Польшу одного из организаторов теракта Николая Лебедя, арестовали и заключили в немецкую тюрьму ещё одного активиста ОУН, Рико Ярого. Отношения ОУН с германскими спецслужбами на время обострились.
Начиная с января 1937 контактами с ОУН начало заниматься так называемое Второе управление немецкой разведки, которая специализировалась на организации диверсионной деятельности за рубежом и в тылу вражеских войск. При посредничестве бывшего генерал-хорунжего УГА Виктора Курмановича состоялось несколько встреч Евгения Коновальца с представителями абвера и непосредственно с руководителем немецкой разведки адмиралом Вильгельмом Канарисом.
После аншлюса Австрии ОУН получила для своих нужд замок близ села Завберсдорф в районе Виннер-Нойнштадта к югу от Вены. Здесь члены ОУН получили возможность пройти начальную военную подготовку, которая, по воспоминаниям Евгена Стахива, включала в себя «вопросы военной теории, немного стратегии, международной политики», а также лекции по националистической идеологии, которые читал Иван Габрусевич («Джон»). Физической подготовкой занимался Иван Стебельский. Комендантом замка был бывший сотник петлюровской армии. Общий контроль над подготовкой осуществлял Рико Ярый.
Сталинский режим был обеспокоен нарастанием активности ОУН и организовал убийство лидера организации Евгения Коновальца в Роттердаме в 1938. Смерть Коновальца привела сначала к кризису в ОУН. Она разоблачила фундаментальные разногласия между более радикальными членами ОУН в Западной Украине и умеренными членами Провода украинских националистов, которые жили за границей. Трения между эмиграцией и западноукраинским подпольем возникали ещё раньше, однако тогда авторитет Коновальца препятствовал расколу, а у сменившего Коновальца на посту главы ОУН Андрея Мельника такого авторитета в глазах галичан не было. Вступление в должность лидера ОУН человека, который на протяжении 1930-х годов не принимал активного участия в деятельности организации, обострили имевшиеся трения.
Контакты между ОУН и Абвером с меньшей степенью интенсивности продолжались и во время Чехословацкого кризиса. С момента формирования Карпатской Сечи, Рико Ярый тайно пытался договориться о поставке сечевикам оружия, боеприпасов и униформы со складов бывшей австро-венгерской армии, но успеха не достиг. В марте 1939 года в Закарпатье было провозглашено независимое государство Карпатская Украина, просуществовавшее несколько дней. 14 марта Венгрия при поддержке Польши начала военную интервенцию в Закарпатье, сопротивление оккупантам пыталась оказать Карпатская Сечь, но после нескольких дней упорных боёв Закарпатье было захвачено, значительная часть бойцов Сечи оказалась в венгерском плену, часть из них была расстреляна. Вторжение Венгрии в Карпатскую Украину на некоторое время обострило отношения ОУН и Германии. В этот период даже затормозилось финансирование ОУН Абвером, что не в последнюю очередь было вызвано заключёнными советско-германскими соглашениями. Но сотрудничество не прекратилось. Уже к середине апреля 1939 года Берлину удалось заверить руководство ОУН в неизменности политики Рейха по отношению к украинцам и поддержке их стремления к самостоятельности.
Немцы, планируя использовать сечевиков в будущей войне против Польши, дипломатическими путём вызволили из венгерского плена несколько сотен украинских националистов, которых перевели в учебные лагеря Абвера в Кирхендорфе и Гакенштейне (Верхняя Австрия), а потом в рейх вывезли всех интернированных румынами украинцев. Вышедшие из венгерских лагерей оуновцы, а также их товарищи, проживавшие в Европе на легальном положении, в начале июля 1939 года вошли в создающийся Украинский Легион под руководством полковника Романа Сушко и принимали участили в польской кампании. Легион предназначался для разжигания антипольского восстания в Западной Украине перед немецким вторжением в Польшу. Немецкое командование всерьёз рассматривало возможность создания независимого украинского государства на территории Западной Украины.
Однако незадолго до начала войны ситуация в корне изменилась: после заключения пакта Молотова — Риббентропа немцы больше не беспокоились о Западной Украине. Согласно договорённостям эта территория становилась частью СССР, а Третий Рейх не хотел портить отношения с новым союзником. Кроме того, в ночь с 1 на 2 сентября 1939 года в рамках запланированных арестов на случай войны польская полиция задержала несколько тысяч украинцев, подозреваемых в связях с националистическими организациями.

## Вторая Мировая война

### Польская кампания
С нападением Германии на Польшу 1 сентября 1939 года началась Вторая мировая война в Европе.
11 сентября началось вторжение войск Вермахта вглубь Восточной Малопольши (через Самбор). В ряде городов Прикарпатья это стало знаком к началу антипольских выступлений. В ночь с 12 на 13 сентября началось восстание в Стрые. Перед рассветом город был захвачен вооружёнными отрядами ОУН (общим количеством 500—700 человек). 12—16 сентября состоялись организованные оуновцами антипольские вооружённые выступления в Дрогобыче, Стрые, Бориславе, Калуше, Трускавце, Долине, Подгорцах и других.
12 сентября, в период боёв за Варшаву, на специальном совещании в поезде Гитлера обсуждались вопросы, касающиеся судьбы Польши и её украинского населения. Согласно планам Гитлера, на границе с СССР необходимо было создать «государства-прокладки» между «Азией» и «Западом» — лояльные Германии Украину (на территории Восточной Галиции и Западной Волыни) и Литву (включая Виленский край). На основании политических указаний рейхсминистра иностранных дел фон Риббентропа начальник штаба Верховного главнокомандования вермахта Кейтель поставил начальнику абвера Канарису задачу поднять восстание в украинской части Польши при помощи украинских националистов, провоцируя «восставших на уничтожение поляков и евреев» Результатом этих указаний стал так называемый «Меморандум Канариса от 12 сентября 1939 года», представленный в материалах Нюрнбергского трибунала как документ 3047-ps.
Договором о дружбе и границе между СССР и Германией от 28 сентября 1939 года была установлена граница между «сферами интересов» этих государств на территории Польши по линии рек Сан, Солокия и Западный Буг. Этнические украинские земли почти полностью оказались под контролем Красной армии, за исключением Лемковщины, левобережного Надсанья, Холмщины и Подляшья. На этой территории проживало около 1,2 миллиона человек, в том числе 500 тыс. украинцев — греко-католиков и православных, а также более 200 тыс. украинцев-католиков. 12 октября Гитлер своим декретом провозгласил оккупированные немецкими войсками территории бывшей Польши Генерал-губернаторством.

### Освобождение Степана Бандеры и раскол в ОУН
26-27 августа 1939 года Андрей Мельник был официально утверждён в должности лидера ОУН Вторым Большим Сбором украинских националистов в Риме. Так называемому «Узкому руководству» или «Триумвирату», обеспечивающему временное исполнение руководящих обязанностей, с большим трудом удаётся добиться согласия на то, чтобы согласно завещанию Коновальца назначить Мельника его преемником. Впрочем, это удалось только потому, что отсутствовал главный соперник Мельника Степан Бандера, который за террористическую деятельность против Польши отбывал пожизненное заключение.
В момент начала германского вторжения в Польшу, Бандера содержался в одиночной камере брестской тюрьмы. 13 сентября тюремная охрана разбежалась, и Бандера сбежал из тюрьмы. Он пешком дошёл до Львова, который уже заняла Красная армия. Во Львове он конспиративно пробыл около двух недель. Ознакомившись со складывающейся обстановкой, Бандера счёл необходимым перестроить всю работу ОУН и направить её против нового главного врага — СССР. Многие члены ОУН поддержали планы Бандеры, касающиеся дальнейшей деятельности организации и предусматривающие расширение сети ОУН на всю территорию УССР и начало борьбы против советских властей на Украине. В октябре 1939 года Бандера нелегально переходит германо-советскую демаркационную линию и перебирается в Краков на территорию Генерал-губернаторства, где активно включился в деятельность ОУН. Он смог заручиться поддержкой среди активистов-подпольщиков Западной Украины и Закарпатья, а также некоторых представителей руководства ОУН, проживавших в эмиграции в странах Европы и сохранявших непосредственную связь с подпольем. ОУН под руководством Бандеры начало готовить вооружённое восстание в Галиции и Волыни.
По оценкам современных украинских историков, на конец 1939 года насчитывалось 8-9 тыс. членов ОУН (максимум 12 тысяч, если считать всех активно сочувствующих националистическим идеям). Часть ОУН во главе с Мельником считает, что надо делать ставку на Третий рейх и его военные планы. Другая часть во главе с Бандерой — что надо создавать вооружённое подполье и быть готовыми к партизанской войне, поскольку в существовании самостоятельной Украины, по их убеждению, не была заинтересована ни одна западная держава. Все сходятся только на том, что СССР — главный враг.
Мельник и Бандера так и не сумели договориться. Раскол ОУН на «мельниковцев» и «бандеровцев» в Риме 10 февраля 1940 был таким же, как раскол РСДРП на «большевиков» и «меньшевиков». ОУН(б) — бандеровская и ОУН(м) — мельниковская. Каждая группировка с этого момента провозглашала себя единственно законным руководством ОУН. Сторонники Степана Бандеры были готовы к радикальным методам борьбы. Ещё до того, как Германия напала на СССР, они приняли решение: «в случае войны воспользоваться ситуацией, взять власть в свои руки и на освобождённых от московско-большевистской оккупации частях украинской земли построить свободное Украинское государство». Единственное, чего не учитывали националисты — так это отношение к их планам самой Германии. Бандеровцы надеялись, что сам факт их выступления против войск СССР заставит немцев признать их союзниками и способствовать возрождению Украины.
Высказывалось мнение, что раскол в ОУН мог быть инспирирован немецкими спецслужбами и являлся отражением конфликта между абвером, «взявшим под своё крыло» бандеровское движение и использовавшим его как в разведывательных, так и диверсионно-террористических целях, — и РСХА (гестапо), работавшим с мельниковцами. Это условное разделение, однако, не мешало гестапо пользоваться услугами бандеровцев, а абверу — услугами мельниковцев.

### Подготовка к войне против СССР
В 1940 ОУН-Б несколько раз планировала антисоветское восстание в Западной Украине, но из-за постоянных ударов советской власти по оуновскому подполью националистам не удалось собрать достаточно сил в Западной Украине для организации восстания. НКВД вела активную деятельность против националистического подполья. Только в декабре 1940 года было арестовано около тысячи человек, в основном, актива ОУН.
15-19 января 1941 года во Львове состоялся «Процесс пятидесяти девяти». Большая часть обвиняемых была приговорена к высшей мере наказания. Но некоторым всё же удалось спастись. Среди них был будущий организатор и первый глава УПА Дмитрий Клячкивский. Ему смертный приговор был заменён 10 годами заключения. С началом Великой Отечественной войны ему удалось бежать из тюрьмы. Согласно обвинительному заключению «процесса 59» при подготовке к восстанию ОУН «составлялись так называемые „чёрные списки“, в которые включались советско-партийные работники, командиры РККА, сотрудники НКВД, лица, прибывшие из Восточных областей СССР, а также национальные меньшинства, которые согласно плану, подлежали физическому уничтожению в момент восстания».
7 мая 1941 года в Дрогобыче начался новый, на этот раз ещё более массовый процесс — над шестьюдесятью двумя националистами. По решению суда 30 националистам был вынесен смертный приговор, 24 получили по десять лет, дела остальных восьми человек отправили на дополнительное расследование. Впоследствии президиум Верховного Совета СССР смягчил приговоры: смерть теперь ожидала 26 подсудимых (четырём осуждённым, среди которых были три женщины, была сохранена жизнь), 13 арестантам подтвердили их десятилетние приговоры, а 19 назначили сроки наказаний от семи до восьми с половиной лет. Там же, в Дрогобыче, 12–13 мая состоялся суд ещё над тридцатью девятью украинскими националистами. Его итог — 22 расстрельных приговора, восемь десятилетних и четыре пятилетних срока, а также пять пожизненных ссылок..
Весной 1941 года с территории Генерал-губернаторства началась переброска в Украинскую ССР хорошо обученных руководящих кадров ОУН с целью подготовки очередного восстания. Резко возросла активность националистического подполья — было осуществлено более ста убийств и покушений на советских работников, сотрудников НКВД, распространялись листовки, возросли случаи саботажа и диверсий, усилилась разведывательная активность. Поступающие данные о частях Красной Армии и внутренних войск НКВД, их вооружении, дислокации, численности, командном составе, местах проживания семей командиров, военных объектах и возможностях для диверсий использовались самим краковским центром и передавались германской разведке в качестве оплаты за материально-техническое оснащение и финансовую помощь. В этот период Революционный провод получил от абвера 2,5 млн марок на ведение подрывной работы против СССР, использованные бандеровцами в основном на снаряжение для своих походных групп. Одновременно была усилена контрразведывательная работа службы безопасности ОУН(б) по выявлению агентов советских органов госбезопасности. Подразделения СБ были созданы на всех уровнях управления, а в каждой низовой ячейке имелись свои тайные осведомители СБ. Всех членов ОУН(б) привели к присяге на верность Украине и Организации.
Руководители ОУН надеялись, что накануне войны с Советским Союзом Германия окажет им помощь в создании Украинской армии. Но в планы немцев это не входило. Они соглашались только на военное обучение нескольких сотен украинских националистов. В феврале 1941 года на встрече командующего сухопутными войсками генерала В. фон Браухича, начальника абвера адмирала Вильгельма Канариса и руководителя ОУН Степана Бандеры была достигнута договорённость об обучении 800 кандидатов на старшин. Как надеялись националисты, эти старшины должны были стать ядром союзной с вермахтом украинской армии. Что по этому поводу думали немцы — установить не так легко, потому что письменного соглашения заключено не было. Но с последующим развитием событий становится очевидным, что речь шла лишь об обычном диверсионном подразделении в составе абвера.
В ходе комплектования военный отдел был разделён на две части. В украинских документах вновь батальоны фигурировали под аббревиатурой ДУН (Дружины украинских националистов), а в документах абвера — под названиями: специальный отдел «Нахтигаль», и организация «Роланд». Шухевич занимает должность заместителя командира «Нахтигаля», где отвечает за политико-идеологическую работу с личным составом и боевую подготовку. Сформулированные для них задания были такими же, как для других спецподразделений абвера: обеспечение свободного передвижения немецких частей по Украине, разоружения разгромленных вермахтом частей Красной армии, охрана эшелонов с пленными и боеприпасами,  тогда как руководство ОУН рассчитывало, что они составят ядро будущей украинской армии.
В июне 1941 года Нахтигаль был укомплектован старшинским составом и насчитывал 330 солдат, одетых в полевые мундиры вермахта. Дальнейшее обучение осуществлялось вместе с первым батальоном спецполка абвера «Бранденбург—800». Батальоном "Нахтигаль" со стороны немцев командовал командир первого батальона названного спецполка, а со стороны украинцев — сотник Роман Шухевич. Связным старшиной был обер-лейтенант Теодор Оберлендер, в прошлом — профессор Кёнигсбергского университета, специалист по проблемам СССР..
Заместитель руководителя Отдела II подполковник Эрвин Штольце в своих показаниях, которые были включены Нюрнбергским трибуналом в эпизод «Агрессия против СССР», заявил, что он лично отдавал указания Мельнику и Бандере «организовать сразу же после нападения Германии на Советский Союз провокационные выступления на Украине с целью подрыва ближайшего тыла советских войск, а также для того, чтобы убедить международное общественное мнение в происходящем якобы разложении советского тыла».
Накануне вторжения войск гитлеровской Германии в Советский Союз оуновцы (сначала бандеровцы, а затем и мельниковцы) начали формировать выше упомянутые так называемые «походные» группы. Их назначение заключалось в продвижении вслед за наступающими войсками гитлеровцев и создании в каждом занятом ими населённом пункте органов самоуправления. «Походные группы» предназначались, прежде всего, для Центральной и Восточной Украины. Основная задача этой акции — антисоветская агитация, националистическая пропаганда самостоятельности и соборности Украины среди населения этих районов, формирование собственной полиции и воинских подразделений.

### ОУН во время вторжения в СССР
С апреля 1941 года националистическим подпольем на Западной Украине руководил Иван Климов («Легенда»). По данным Краевой экзекутивы, местные организации ОУН насчитывали не менее 12 тыс. членов. Все они были разделены на отряды и группы, действовавшие по мобилизационным планам. Оуновцы-нелегалы в основном базировались в труднодоступной местности. Часть членов ОУН, легализовавшихся в советских органах, на предприятиях и в учреждениях, имели персональные задания на случай начала войны — саботаж, распространение панических слухов, антисоветская агитация.
К началу войны Германии с СССР Краевому проводу ОУН на ЗУЗ (западноукраинских землях) удалось мобилизовать 10000 оуновцев. Боевики ОУН неоднократно нападали на отступающие с запада Украины подразделения Красной армии и НКВД, призывали население не помогать РККА. Были осуществлены вооружённые нападения на тюрьмы НКВД в Бережанах, Львове, Золочеве, Кременце, Самборе, Луцке и других городах. Например, из львовской тюрьмы № 1 были освобождены 300 заключённых. Бережанскую тюрьму пытались взять штурмом трижды в течение одних суток (26 июня). В Луцкой тюрьме в первый день войны арестованные оуновцы сами подняли бунт, который подавили войска НКВД, после чего 200 заключённых были расстреляны.
Всего в ходе поднятого ОУН антисоветского восстания в начале войны Красная армия и части войск НКВД потеряли в столкновениях с украинскими националистами около 2100 человек убитыми и 900 ранеными, потери же националистов лишь на территории Волыни достигли 500 человек убитыми. Оуновцам удалось поднять восстание на территории 26 районов современных Львовской, Ивано-Франковской, Тернопольской, Волынской и Ровенской областей. Националисты сумели установить свой контроль над 11 районными центрами и захватить значительные трофеи (в донесениях сообщалось о 15 тыс. винтовок, 7 тыс. пулемётов и 6 тыс. ручных гранат).
Вслед за наступавшими частями немецкой армии двигалось несколько сформированных бандеровцами и мельниковцами «походных групп», маршрут продвижения которых был заранее согласован с абвером. Эти группы выполняли функции вспомогательного оккупационного аппарата, они захватывали населённые пункты и формировали в них украинские органы местного самоуправления. «Походные группы» договорились между собой, что каждый населённый пункт остаётся в ведении той группы, которая первая его достигла. Но на самом деле далеко не всё складывалось так идиллически, происходили и междоусобные стычки. Важной задачей являлось также проведение националистической пропаганды. Конфликт между двумя фракциями ОУН приобрёл особенно большие масштабы на территории оккупированной нацистами Западной Украины. Документы свидетельствуют, что с первых дней между бандеровцами и мельниковцами началась борьба за руководящие должности в учреждениях, создаваемых немцами. Мельниковцам удалось взять под своё влияние ряд учреждений и организаций. Например, в городе Ровно мельниковцы завладели редакцией газеты "Волынь", областной типографией, театром и тому подобное. Занимая руководящие должности в редакциях газет в оккупированных немцами областях, они популяризировали фашистскую идеологию, призывали молодёжь вступать в немецкие формирования. Мельниковцы, которые сплотились вокруг созданного ими Украинского Центрального Комитета (УЦК), пошли путём тесного сотрудничества с оккупационной властью.
В июне — июле одновременно с оуновскими отрядами на Полесье перешли к активным действиям вооружённые отряды Тараса Боровца (атамана Тараса Бульбы), сумевшие выбить советские войска с большой территории в районе Олевска, захватить сам город и создать собственную «Олевскую республику».

### Провозглашение «Украинского государства»
Продвигаясь за немецкими войсками, походная группа во главе Ярославом Стецько прибыла во Львов, где Стецько 30 июня созвал «Украинские национальные сборы», провозгласившие «Украинское государство», которое, как рассчитывали украинские националистические лидеры, получит такой же статус, как и Словакия под руководством Йозефа Тисо или Хорватия под руководством Анте Павелича, после чего вместе с Великой Германией будет устанавливать новый порядок по всему миру во главе с «вождём украинского народа Степаном Бандерой». Сам Стецько возглавил правительство провозглашённого Украинского государства, в основном сформированное из членов ОУН(б).
В дальнейшем сторонники ОУН(б) оглашали Акт от 30 июня на митингах в районных и областных центрах Западной Украины, занятых немецкими войсками, формировали украинскую милицию и органы управления, активно сотрудничавшие с прибывшими туда немецкими административно-карательными структурами. Поскольку немецкая сторона рассчитывала на то, что в тылу РККА на Восточной Украине будут происходить антисоветские выступления, аналогичные тем, что имели место в западных областях, никаких активных действий против украинских националистов поначалу не предпринималось.
Отношение немецкого руководства к Акту провозглашения Украинского государства во Львове было неоднозначным. Как утверждал в своих мемуарах Ярослав Стецько, военная разведка готова была поддержать ОУН: глава абвера адмирал Вильгельм Канарис считал, что лишь при «создании украинского государства возможна победа немцев над Россией». Однако политическое руководство НСДАП во главе с Мартином Борманом отвергало какое бы то ни было сотрудничество с ОУН, рассматривая украинские земли лишь как территорию для немецкой колонизации. Попытка украинских националистов провозгласить собственное государство вызвала недовольство Гитлера и Бормана. Они потребовали немедленно уничтожить «сговор украинских самостийников».
3 июля 1941 года между немецкой администрацией и членами Украинского национального комитета состоялась беседа, в которой представители немецкой администрации назвали акт незаконным, и заявили, что для Фюрера «украинских союзников не существует». На угрозы заместителя государственного секретаря Генерал-губернаторства Эрнста Кундта применением репрессий, если ОУН не прекратит своей деятельности, Бандера заявил: «Мы вступили в бой, который разворачивается сейчас, чтобы бороться за независимую и свободную Украину. Мы боремся за украинские идеи и цели. [...] ОУН — единственная организация, ведущая борьбу, и она имеет право, на основании той борьбы, творить правительство».
Нацисты первоначально планировали появление такого «независимого государства» — как следовало из меморандума Розенберга под названием «Общие инструкции всем представителям рейха на оккупированных восточных территориях», в котором указывалось, что «Украина должна стать независимым государством в альянсе с Германией». В его же речи от 20 июня указывалось уже только про возможность формирования украинского государства.
5 июля в Кракове Бандера и ряд членов ОУН(б), находившихся в городе, были взяты под домашний арест и перевезены в Берлин «для дачи пояснений», 9 июля во Львове был арестован Ярослав Стецько. Ранее в этот же день во Львове было совершено вооружённое нападение на Стецько, в результате чего погиб его водитель, сам же «глава правительства» не пострадал. В Берлине от Бандеры потребовали прекратить действия против группы Мельника и отозвать «Акт 30 июня 1941». Мельник был также взят под домашний арест в Кракове, но вскоре освобождён. 21 июля 1941 года министерство иностранных дел Германии официально заявило, что провозглашение Украины 30 июня не имеет никакой юридической силы. ОУН(м) также осудила Акт провозглашения государственности 30 июня 1941 года («рафинированно-сплетенная провокация Москвы не удалась. Бандерияда получила в самом Львове по лбу.») и выбрала склонность к более гибкой политике, считая открытую конфронтацию с немецкой мощью несвоевременной и губительной для национальных интересов.
Степан Бандера и Ярослав Стецько предстали перед берлинскими чинами, где от них потребовали публичной отмены «Акта возрождения». Не добившись согласия, 15 сентября их поместили в центральную берлинскую тюрьму, а в начале 1942 года — в концлагерь Заксенхаузен, где они содержались до осени 1944 года.
Некоторые историки переоценивают значение ареста «правительства» Стецько, рассматривая это событие чуть ли не как начало противостояния ОУН-Б и немецкой оккупационной власти на Украине, проявление оппозиционности ОУН в отношении Германии. Однако летом 1941 года ещё ни о какой оппозиционности ОУН — по крайней мере, официальной — не могло быть и речи. Несмотря на начавшиеся аресты руководства ОУН, украинские националисты призывали украинский народ поддерживать Германию. ОУН-Б публично открещивалась от всех призывов к борьбе с оккупационными немецкими властями, распространяемых от имени ОУН, как от провокации: «Организация украинских националистов не пойдёт на подпольную борьбу против Германии, и на этот путь не толкнут её никакие предатели и враги». Некоторые походные группы ОУН шли на открытое сотрудничество с оккупационными властями. Один из руководителей походной группы, например, 16 июля 1941 года в своём отчёте указывал: «Наши дела больше свидетельствуют об искреннем сотрудничестве ОУН с немцами, чем все воззвания, и это главное». Руководители походных групп делились с немцами разведданными и выполняли специальные поручения. Этим, в частности, занимались Ростислав Волошин и Николай Климишин. В конце августа 1941 года в печатном органе управы повета Косова в заметке «Организация украинских националистов и её ближайшие задачи», написанной от имени ОУН, говорилось следующее: «В нашей работе всегда помним про помощь немецкой Армии и её Вождя Адольфа Гитлера в освобождении украинского народа». Расхождения между ОУН и немецкой администрацией заключались в том, что последняя ни в каком виде не признавала независимости Украины, её государственности. Однако до осени 1941 года деятельность ОУН носила ещё легальный характер.

### Первые попытки ОУН создать союзную немцам «украинскую армию»
Летом 1941 года Иван Климов («Легенда»), проводник ОУН-Б на Западноукраинских землях, в соответствии с решением Краевого провода ОУН стал «начальным комендантом Украинской национальной революционной армии» (УНРА). УНРА рассматривалась руководством ОУН как основа будущей армии Украинского государства. На самом деле попытка создания полноценной украинской армии провалилась, главным образом из-за противодействия со стороны немцев. По оценке И. К. Патрыляка, националистам удалось призвать под знамёна УНРА не более 4 тысяч человек. Создание собственной «армии» одновременно подразумевало и уничтожение потенциальной «пятой колонны», в том числе национальных меньшинств, которые могут быть нелояльными Украинскому государству. Поэтому Климов потребовал составлять «списки поляков, евреев, специалистов, офицеров, проводников и всего вражески настроенного против Украины и Германии элемента». Очевидно, что бандеровцы рассматривали всех поляков и евреев как нелояльных националистам, поэтому они заносились в «чёрные списки» людей, которых при надобности можно было уничтожить. Вероятно, подобные списки могли пригодиться СБ ОУН, которая с началом войны приступила к уничтожению коммунистов, «НКВДистов, комсомольцев и прочих людей, закреплявших московскую власть на украинских землях». В этом члены СБ действовали подобно нацистам. ОУН уничтожала тех людей, которые могли стать опорой сопротивления её власти. В отношении поляков СБ ОУН в этот период уничтожала только политически активное польское население, а не всех поголовно.
Иван Клымив рассматривал любые неподконтрольные ему украинские или иные вооружённые формирования на территории Украины как банды и, в случае отказа сложить оружие, угрожал им расправой. Примечательно, что все эти преступные действия по уничтожению «пятой колонны» должны были совершаться от имени украинского народа, поскольку ОУН в определении нации исходила из идеи суверенитета народа. Клымив по этому поводу заявлял: «Единственным сувереном на украинской земле является украинский народ и его выразитель — Провод украинских националистов с Бандерой во главе».

### Действия «Нахтигаля» и «Роланда»
К началу Великой Отечественной войны руководство абвера планировало использовать эти подразделения для подрывной работы на территории УССР и дезорганизации тыла РККА, тогда как Бандера рассчитывал, что они составят ядро будущей украинской армии. В ночь на 30 июня «Нахтигаль» вступил во Львов. Батальон захватил стратегические пункты в центре города, включая радиостанцию, откуда позднее был провозглашён Акт восстановления Украинской государственности. Большие разногласия в исторической науке вызывал и вызывает вопрос участия личного состава «Нахтигаля» во львовском еврейском погроме.
В июле батальон «Нахтигаль» участвовал в боях с РККА под Винницей. За храбрость, проявленную в боях, Юрий Лопатинский и Иван Гриньох получили железные кресты различного достоинства. Батальон «Роланд» был направлен для поддержки немецких войск в Румынию, затем в Молдавию, но участия в боевых действиях не принимал. К осени украинские батальоны были расформированы, а их личный состав был сведён в одно подразделение. К концу октября сформированный таким образом 201-й батальон шуцманшафт численностью около 650 человек был перебазирован во Франкфурт-на-Одере, где с 25 ноября с его членами началось заключение индивидуальных годичных контрактов на службу в немецкой армии. Годом позже, в декабре 1942 года, большинство военнослужащих, отказавшись подписывать новый контракт, перейдут на нелегальное положение и вскоре после этого присоединятся к УПА.

### Разрыв ОУН с немцами
Успехи немецкой армии и быстрое продвижение на восток к середине сентября 1941 года позволили Гитлеру окончательно отвергнуть концепцию независимого «Украинского государства». К тому же излишнее самоуправство националистов становилось в тягость немецкой администрации. Отрицательно отнеслись в Берлине и к междоусобной войне, которую ОУН(б) развернула против сторонников Андрея Мельника. 30 августа в Житомире а результате террористического акта погибли члены провода ОУН(м) Емельян Сенник и Николай Сциборский. Затем в разных городах было убито ещё несколько десятков человек. Руководство ОУН(м) немедленно возложило вину за эти преступления на бандеровцев. 15 сентября по приказу руководителя РСХА Рейнхарда Гейдриха на оккупированных Третьим Рейхом территориях прошли массовые аресты членов ОУН-Б, охватившие до 80 % руководящих кадров организации. Всего в 1941 году гестапо арестовало более 1500 бандеровских активистов, несколько десятков из них вскоре после задержания расстреляли. Тем не менее ликвидировать украинское националистическое движение не удалось, в ответ на аресты оно ушло в подполье и продолжало борьбу.
С осени 1941 ОУН(б) уделяли внимание наполнению украинской вспомогательной полиции своими сторонниками не только на западе, но и на востоке Украины. Националисты должны были пройти у немецких оккупантов военную подготовку, чтобы потом дезертировать с оружием. Именно подразделения украинской полиции (4−6 тыс.) стали костяком для формировавшейся весной 1943 года Украинской Повстанческой Армии (УПА).
С 18 сентября 1941 года немецкие власти начали разоружение оуновской милиции. В октябре в Миргороде гестапо арестовало и казнило руководителя Восточной походной группы ОУН Николая Лемика. В Херсоне в конце 1941 года немцами была раскрыта бандеровская организация, в которую входил заместитель бургомистра и начальник полиции Конрад, впоследствии расстрелянный. В 1941—1943 годах в Бабьем Яру был расстрелян 621 член ОУН и среди них — известная украинская поэтесса Елена Телига вместе с мужем, а также журналист и бывший военнослужащий «Карпатской Сечи» — Иван Рогач. У Степана Бандеры в 1942 году в концентрационном лагере Освенцим погибли два родных брата — Александр и Василий. По наиболее распространённой версии, они были забиты насмерть поляками-фольксдойче, сотрудниками персонала Освенцима. Немцами было расстреляно много местных и сельских председателей, которые сначала были готовы сотрудничать с ними. Также, первый бургомистр Киева Александр Оглоблин был снят уже через месяц после назначения на эту должность — за «избыточную» пропаганду украинской национальной культуры, а второго — Владимира Багазия — через четыре месяца немцы расстреляли в Бабьем Яру. В июле 1942 года при попытке сбежать от гестаповцев в Киеве был застрелен Дмитрий Мирон-«Орлик». Он был проводником ОУН-Б в центральной и Восточной Украине.
Нацистская политика немецкого оккупационного режима была направлена на ослабление всех потенциальных факторов национальной независимости, которые могли стать составляющими освободительного движения. Это проявлялось, например, в ограничении общего образования четырьмя классами школы, низведении высших ступеней образования к узко специализированным практическим профессиям, подавлении самодеятельных проявлений культурной инициативы украинского населения (например, «Просветительства», издательского движения), закрытии научных учреждений, библиотек и музеев, и их ограблении, примитивизации культурного уровня прессы, театров, и тому подобное. Ослабление дееспособности населения достигалось вымариванием голодом, ограничением санитарно-медицинского обслуживания, нечеловеческим отношением к вывезенным в Германию украинским рабочим (приблизительно 1,5 млн) и советским военнопленным, а также массовыми казнями разных групп населения за фактическую или мнимую поддержку движения сопротивления. Появившись в начале 1943 года, УПА меняет путь с восторженного одобрения на сопротивление тоталитарному государству. УПА привлекает в свои ряды кадры ОУН(б), Полесской Сечи, прежних коллаборационистов, и, со временем, превращается в мощную силу сопротивления на Украине.

### Создание Украинской повстанческой армии и начало вооружённого сопротивления Германии
На сегодняшний день проблема Украинской повстанческой армии относится к дискуссионным темам украинского общества, точка зрения на протяжении лет независимости колеблется между позитивным (борцы за независимость, герои Украины) и негативным (немецкие коллаборационисты, предатели Украины). Их оценка часто опирается на пропагандистские штампы обеих сторон. Вопрос об официальном признании УПА воюющей стороной во Второй мировой войне до сих пор остаётся не до конца решённым.
В эмигрантской украинской литературе присутствует тезис о том, что УПА возникла 14 октября 1942 года, когда военный клерк ОУН-Б в Ровно — Сергей Качинский сформировал первый вооружённый отряд оуновцев-партизан в районе города Сарны. Это утверждение появилось и в ряде современных украинских работ, а также в российской историографии. Возникла эта дата ещё в 1947 году в «юбилейном» приказе главкома УПА Романа Шухевича, стремившегося в пропагандистских целях увеличить период существования Повстанческой армии. Дата 14 октября выбрана поскольку на этот день приходится казачий праздник Покрова. Однако, несмотря на примечательность торжественной даты, некоторые исследователи оперируют достоверными фактами, которые свидетельствуют, что в 1942 году Украинская Повстанческая армия существовала только в проектах и переносят период основания на четыре или пять месяцев вперёд. Это признавали и бандеровцы. Например, в «победном» приказе мая 1945 года, тот же Шухевич писал, что повстанцы получили в руки оружие зимой 1943 года. Немецкие документы также указывают на то, что в течение 1942 года ОУН-Б не проводила никаких активных боевых действий против немцев и что её активные вооружённые выступления на Волыни и Полесье начались в марте 1943 года. Единственные заметные вооружённые столкновения, произошедшее в 1942 году, да и то случившиеся по инициативе гестапо и СД, — перестрелка при захвате подпольной типографии в Харькове 17 октября, которая окончилась арестом 11 бандеровцев и перестрелка во Львове 21 ноября, тогда член бюро Провода ОУН Дмитрий Майивский попал в засаду, устроенную сотрудниками гестапо, возле конспиративной квартиры ОУН во Львове. Отказался сдаваться и вместо этого выхватил пистолет и выстрелом в голову убил штурмшарфюрера СС и ранил служащего РСХА, а сам, несмотря на полученные две пули, убежал.
Окончательное решение о вступлении ОУН(б) против немецких оккупантов приняла только на III конференции 17-21 февраля 1943 года. В течение всего 1942 года повстанческое движение проходило под девизом: «наша вооружённая борьба против немцев была бы помощью Сталину». Поэтому ОУН (Б) воздерживалась от активных действий против Германии и занималась, в основном, подпольной деятельностью и пропагандой. Ситуация изменилась а начале 1943 года. Красная Армия в тот момент уже начала контрнаступление под Сталинградом, а на территорию оккупированных западных областей Украины, выполняя задачи по разрушению немецкого тыла, стали проникать советские партизанские отряды и соединения, началась мобилизация местных жителей в их ряды. И это, по воспоминаниям многих очевидцев, стало одной из главных причин создания националистами своих собственных вооружённых сил, поскольку руководство ОУН-Б пришло к выводу, что оно может потерять влияние в регионах и лишиться базы собственного движения.  Руководство ОУН-Б решило полностью изгнать советских партизан с территории Волыни, а против немцев оно предпочитало проводить небольшие диверсии, которые не вызывали бы резонанса у оккупантов, и рассчитывало постепенно ослабить противника.
Хотя по словам Михаила Степаняка «решения антинемецкого характера не были приведены в жизнь», но в немецком документе от 19 марта 1943 года, говорится, что «Наблюдавшееся недавно стремление групп Бандеры и Мельника к сближению можно рассматривать как несостоявшееся. Движение Бандеры принципиально отклонило совместные действия с группой Мельника на том основании, что „летом 1940 г. Мельник сотрудничал с немецкими инстанциями“.». В том же документе говорится: «В зоне действия командира Полиции безопасности и СД Харькова нелегальная группа НКВД общалась с группой Бандеры и совершенно открыто сотрудничала с ней.», а также: «Более того, группа Бандеры перешла к воплощению в жизнь своей пропаганды бандитской войны. Например, в области Сарны — Костополь действует мощная банда Бандеры под руководством украинца Боровца, который одновременно является ответственным за партизанское движение в центральном руководстве ОУН Бандеры. Банда, состоящая из 1 тыс. человек, никоим образом не наносит вреда местному населению, но свои акции направляет исключительно против немецких органов и учреждений. Из перехваченных тайных приказов видно, что она концентрируется на „непосредственно предстоящей попытке переворота“.».

Пополнение УПА шло за счёт добровольцев из числа сельской и городской молодёжи, а также мобилизации мужского населения. Мобилизованы составляли примерно 60% общей численности УПА.Вместе с тем, УПА широко использовала для своего пополнения военнопленных, бежавших из лагерей, а также лиц, скрывавшихся от отправки на принудительные работы в Германию. Позже в подразделения УПА набирались лица, уклоняющиеся от призыва в Красную Армию.Основной социальной базой УПА было крестьянство.
Ряды УПА в период с 20 марта по 15 апреля 1943 пополнило от 4 до 6 тысяч сотрудников вспомогательной полиции (всего в то время украинская полиция на Волыни насчитывала 11 870 человек), персонал которой был ранее активно задействован в уничтожении евреев и советских военнопленных. Бывшие полицейские, дезертировавшие и немецких частей перешедшие в УПА по приказу бандеровской ОУН, вместе с бойцами из интегрированных отрядов Боровца и ОУН (м), а также других полицейских подразделений, составляли к концу 1943 года приблизительно половину всего состава УПА. Дезертирство полицейских вызвало репрессивные меры со стороны оккупационной администрации. Так в Ковеле 6 апреля при попытке разоружить украинскую полицию произошла перестрелка. Полицейские-дезертиры убили 18 немцев, освободили заключённых из концлагеря.
Иногда факт перехода весной 1943 года волынской украинской вспомогательной полиции на сторону украинских националистов также комментируется в положительном для украинских националистов ключе, как пример независимости украинского национального движения от немцев и пример борьбы украинских националистов с Германией. Однако при этом некоторыми историками совершенно упускается из виду другой более животрепещущий вопрос о степени ответственности Организации украинских националистов и верхушки украинских националистов в принятии в свою организацию и УПА людей, заведомо причастных к военным преступлениям и являющихся воплощением коллаборационизма. Более того, служба в украинской полиции (даже в качестве коменданта) при немцах иногда рассматривалась как «живое участие в строительстве украинской Государственности», а комендант полиции одного из городов мог одновременно занимать и должность районного проводника ОУН в Ровенской области. В то же время в этот период в УПА брали всех, включая даже тех украинских полицейских, которые ранее занимались казнями арестованных гестапо оуновцев.
В 1943 году на Волыни существовали целые повстанческие «республики» УПА — территории, с которых были изгнаны нацисты и учреждены оуновские администрации. Примером одной из таких «республик» была Колковская. Она просуществовала с апреля по ноябрь 1943 года, когда была разгромлена немецкой армией. Немецкая полиция на Волыни в тот период насчитывала всего 1,5 тысяч человек. Колки были взяты УПА без сопротивления после того, как большая часть местных полицаев, перешли в УПА и небольшой отряд немецких полицейских покинул город.
Антигерманский фронт ОУН и УПА, возникший в начале 1943 года и просуществовавший до середины 1944 года, не получил приоритетного значения в стратегии повстанческого движения, имел временный характер и по мнению украинских историков сводил боевые действия повстанческой армии против германских войск к формам «самообороны народа», трактуя нацистов как временных оккупантов Украины. Идея широкомасштабного восстания против немцев вообще не была реализована, поскольку для этого не было сил, во-вторых, а главным врагом националисты по-прежнему считали Советский Союз, к тому времени перехвативший стратегическую инициативу в советско-германской войне. Главной целью антинемецких действий ставился не их разгром, а недопущение немецких нападений на территорию, контролируемую УПА. О таком характере действий говорит доклад Ивана Шитова от 24 апреля 1943 года в адрес Украинского штаба партизанского движения: «Диверсионной деятельностью националисты не занимаются, в бой с немцами вступают только там, где немцы издеваются над украинским населением и когда немцы нападают на них». Вместе с тем, подразделения УПА совершали саботажную деятельность: уничтожали деревянные мосты, громили "общественные хозяйства", организованные немцами, забирали скот и пищевые продукты . В целом, вооружённые акции УПА на антигерманском фронте не имели стратегического значения и не повлияли на ход борьбы между Германией и Советским Союзом и не сыграли заметной роли в освобождении территории Украины от немецких оккупантов. ОУН и УПА не удалось предотвратить вывоз около 500 тыс. украинского населения западных областей на каторжную работу в Третий рейх, им также не удалось воспрепятствовать «хозяйственному грабежу народа» нацистами.
Совершенно иначе вели себя уповцы по отношению к советским партизанским отрядам. В донесениях, сводках, отчётах и мемуарах партизанских командиров эта тема — бои против вооружённых отрядов украинских националистов — присутствует постоянно. Однако основным заданием советских партизан УШПД в 1943-1944 годах были диверсионные действия на железных дорогах. К этому крайне негативно относились националисты, поскольку немцы, в ответ на диверсионную активность партизан расстреливали заложников по тюрьмам, в том числе националистов, а также проводили карательные акции против украинских деревень, покрытых подпольной сетью ОУН. На многие тысячи идёт и счёт уничтоженных УПА бойцов польской партизанской «Армии Крайовой», боевиков из конкурирующих группировок Мельника и Тараса Боровца («Бульбы»), а также собственных соратников, ликвидированных Службой безопасности ОУН. Только в зоне действий группы «Юг» УПА с января по сентябрь 1945 года сотрудники её Службы безопасности ликвидировали 889 бандеровцев, главным образом по обвинению в измене.
По мере приближения фронта всё больше нарастала активность УПА в отношении советских партизан, они отвечали ей тем же. 13 ноября 1943 года глава Рейхскомиссариата Украина Эрих Кох отмечает, что вооружённые отряды националистов на Волыни ведут бои с советскими партизанами, не проявляя активности в отношении к немцам и констатирует, что «в конце концов, враждебно настроено к Рейху националистическое украинство, кажется, получило в этот момент очень полезный урок, и пожалуй, впервые задумалось, что, собственно говоря будет означать, если Рейх покинет Украину».

### 1944 год. Возобновление сотрудничества ОУН и УПА с вермахтом и немецкими спецслужбами
Начало тактических переговоров и установление связей между германскими властями и ОУН(б)-УПА приходится на январь 1944 года. Тогда же начинается и фактическое сворачивание «антинемецкого фронта» УПА. В утверждённой 24 декабря 1943 года руководством УПА «Тактической инструкции» указывалось, что на антинемецком фронте самой важной задачей в текущий период является сохранение сил и средств для «решающего момента борьбы». Разрешались только действия в рамках самообороны. Одновременно с этим указывались и обстоятельства, при которых подразделения УПА могли вступать в вооружённые столкновения с немецкими войсками — для защиты гражданского населения от пацификационных, карательных акций, а также при захвате оружия и боеприпасов.
Сотрудничество между ОУН-УПА и Третьим рейхом — доказанный факт. Подтверждением этому служат как немецкие и советские документы, так и документы самой ОУН. После разгрома повстанческих «республик» УПА и коренного перелома на советско-германском фронте руководство ОУН стремилось к военному сотрудничеству с вермахтом и его союзниками. Стороны согласовали план дальнейших действий, в соответствии с которым УПА должна была обеспечивать немцев разведывательной информацией и вести широкомасштабную диверсионную работу в тылу наступающей Красной армии, немцы же брали на себя обязательство передать бандеровцам некоторое количество стрелкового оружия, боеприпасов, средств радиосвязи, медикаментов. Было принято решение увеличить численность УПА путём мобилизации населения, широко развернуть строительство схронов, а с приходом советских войск — начать борьбу с ними.
В начале 1944 года советские войска заняли значительную часть территории Волыни. В марте были заняты Винница, Проскуров, Черновцы, Каменец-Подольский, Коломыя. Отряды УПА оказались по обе стороны фронта. К востоку от фронта начались столкновения с войсками НКВД. К западу от фронта создалась новая ситуация, в которой УПА была вынуждена постоянно отбиваться от советских партизан, которые получали подкрепления через линию фронта, порой даже чаще, чем действовать против немцев. Один немецкий документ, датируемый началом 1944 года, свидетельствует о масштабных боях между УПА и советскими партизанами в 63 км к юго-западу от города Сарны, а в ещё одном упоминались бои в местности между реками Стыр и Горынь. При этом ощущалась нехватка оружия, боеприпасов, медикаментов. Борьба УПА против двух превосходящих сил чрезвычайно осложнилась. Поскольку ситуация на фронте кардинально изменилась, то немцы пытались обеспечить в собственном тылу хотя бы нейтралитет находящихся здесь отрядов УПА. В связи с этим в отдельных районах Волыни и Полесья имели место встречи немецких представителей с местными командирами УПА и проводниками ОУН.
В начале 1944 года в сообщении, направленном главе сети «Вервольф» обергруппенфюреру СС Гансу Прютцману, отмечалось: «…УПА систематически направляет агентов на оккупированную вражескую территорию, результаты разведки передаются в Департамент 1с Армейской группы на Южном фронте».
13 января, в частности, было достигнуто соглашение между начальником немецкого гарнизона в Каменец-Каширском районе и местными отрядами УПА, по которому последние в обмен на постройку моста и защиту города от Красной армии получили боеприпасы, фураж — и, наконец, под их контроль был передан сам город. Было немало случаев, когда повстанцы выменивали у немцев оружие за продовольствие. Последний руководитель УПА Василий Кук в своём интервью российскому историку Александру Гогуну свидетельствовал: «Они нам давали винтовки, мы им — сало».
20-21 января в районе села Злазне Костопольского района Ровенской области состоялись переговоры между немецким офицером и представителем одного из отрядов УПА. Националисты согласились передавать немцам разведывательные данные в обмен на боеприпасы. Вот что писал 29 января генерал Артур Гауффе, командир 13-го армейского корпуса вермахта: «Вооружённые силы УПА борются за свободную и независимую Украину и фанатично верят, что смогут добиться этой цели, их врагами являются немцы и русские. Они соглашаются сейчас идти с нами на переговоры потому, что в данный момент они считают русских более опасными». Он высказал мнение, что в некоторых случаях можно поставлять тому или иному отряду незначительное количество боеприпасов. Если же невозможно заключить соглашение о сотрудничестве или нейтралитете, то «воевать против УПА так же, как и против всех других банд и уничтожать их».
На основании полученных от Гауффе данных, начальник СД в дистрикте Галиция оберштурмбаннфюрер СС Йозеф Витиска 24 февраля 1944 года издал приказ № 395/44, по которому командирам частей, находящихся в подчинении 4-й танковой армии, надлежало:

«…1. Положить в основу, как и раньше, беспощадную борьбу против банд всякого рода.

2. Если в отдельных районах большие или малые группы украинского националистического движения объявят о своей борьбе на стороне немецкого вермахта против русских регулярных частей или советских банд, то из этого следует извлечь пользу для своих войск. В частности, таким образом настроенные украинские соединения необходимо использовать для проведения разведки, а особенно против советских банд».

4. В связи с трудностями опознания национальной принадлежности банд, рекомендовать украинским националистическим формированиям при появлении немецких войск уклоняться от встречи

Договоры или соглашения с украинскими националистическими бандами письменно не оформлять..
12 февраля в окрестностях Кременца и Вербы была достигнута ещё одна договорённость. Отряд УПА прекратил действия против немецких подразделений, потому что в то же время вёл бои против советских партизан, совершавших рейд в районе Кременца и Антоновцев. Бригаденфюрер СС Карл Бреннер отмечал, что со стороны УПА поступали угрозы военнослужащим вермахта в связи с тем, что последние занимались грабежом населения, а немецкая администрация проводила отправку местных жителей на каторжные работы в Рейх.
Сотрудничество германского командования и УПА подтверждают и донесения советских партизан. Украинские националисты сообщали немцам о местонахождении советских партизанских отрядов и их перемещениях, передавали немцам захваченных партизан и парашютистов. При этом руководство ОУН оставляло инициативу переговоров с немцами исключительно за собой, опасаясь, что переговоры с немцами, стань они достоянием гласности, скомпрометируют националистическое движение. Узнав о переговорах командиров отрядов УПА с немцами, главное командование УПА запретило вести такие переговоры. 7 марта один из куренных УПА-Север Порфирий Антонюк-«Сосенко» был расстрелян за несанкционированные переговоры с немцами.
Несмотря на это, переговоры с немцами на местах продолжались. Иногда они приводили к совместным действиям отрядов УПА и сил вермахта против Красной армии. По данным НКВД, 25 февраля отряды УПА совместно с немцами организовали нападение на город Дубровица Ровенской области. Органы НКВД отмечали случаи, когда по результатам переговоров в УПА вливались отряды немецких солдат с вооружением.
14 февраля 1944 года и. о. начальника Украинского штаба партизанского движения Т. Строкач направил спец-сообщение командующему Первым Украинским фронтом Н. Ватутину, в котором говорится следующее:

По сообщениям партизанских отрядов и соединений за последнее время, в связи с успешным продвижением частей Красной Армии на запад и освобождением ряда районов Западных областей Украины, — украинские националистические элементы предпринимают мероприятию по соглашению с немецкими оккупационными властями.
Немцы же в свою очередь охотно идут на такие соглашения в целях использования националистов в своих интересах для подрывной, диверсионной и террористической деятельности в тылу наступающей Красной Армии.
Командир соединения партизанских отрядов ВЕРШИГОРА сообщил, что в декабре 1943 г. между представителями бандеровцев и немецкого командования произошли две встречи. <...>
Немцы перед националистами поставили два условия:
1. Прекратить вооружённую борьбу друг с другом.
2. Взамен оружия помогать немцам продовольствием, скотом, лошадьми.
Бандеровцы согласились на эти условия и потребовали освобождения арестованных немцами националистов, которые и были освобождены.
На основании этого соглашения между бандеровцами и немцами произошли ряд обменов оружия на продовольствие. <...>
В конце января с.г. соединением партизанских отрядов под командованием ВЕРШИГОРА был разгромлен отряд украинских националистов, численностью 200 чел.
Среди захваченных, при разгроме националистов, документов, в руки партизан попал договор, заключённый между представителями УПА и ландартами (руководителями сельского хозяйства) Владимир-Волынского комиссариата.
Договор подписан обеими сторонами 9.12.43 г. и предусматривает обсуждение с Владимир-Волынским уездным руководителем и гебитскомиссаром следующие вопросы:
«1. Контингент. Как понимать его задачу, количество, с каких сёл.
2. Сотрудничество немцев с поляками. Желаем устранить польскую полицию и польских служащих в нашем уезде (Владимир-Волынский).
3. Польские дикие банды уничтожать до союза. Во всяком случае немцы обязуются ни в чём им не помогать.
4. Не в наших делах мешать немецким перевозкам на фронт, а также немцы не мешали бы нам на переездах.
В связи с войной желаем:
а) Немцы никогда на наши сёла не будут нападать.
б) Не будут стрелять или мешать нашим транспортам на переездах.
5. Всех пленных и пойманных на территориях Владимир-Волынского уезда обезуемся с обеих сторон освобождать и отсылать по данным адресам
6. Немцы не будут употреблять самолёты для бомбардировки наших сёл

7. Сотрудничать по уничтожению красных банд».— http://mil.ru/files/morf/una.pdf
Убийство 9 марта 1944 года бандеровцами Героя Советского Союза, разведчика Николая Кузнецова («Пауля Зиберта») также было следствием сотрудничества украинских националистов со спецслужбами Третьего Рейха. Когда Кузнецов скрылся из Львова, львовское отделение гестапо передало информацию о нём украинским националистам, что позволило им схватить Кузнецова и его спутников.
Из докладной записки Народного комиссара государственной безопасности УССР Савченко Народному комиссару государственной безопасности СССР Всеволоду Меркулову 1 марта 1944 года:

При обыске у ТКАЧЕНКО-«ДОРОША» были обнаружены и изъяты два приказа, изданные им как «шефом партизанского штаба диверсионных действий группы Восток-УПА». ПРИКАЗ № 2 …Приказываю: все отступающие немецкие части разоружать на каждом шагу, разоружённым показывать направление на запад и отпускать… На ликвидацию сексотов или иных вредных людей запрещаю расходовать боеприпасы /стрелять/".
Среди подразделений УПА, заключивших локальные соглашения с немцами, был и курень Макса Скорупского-"Макса". Во время рейда в приграничные районы Галиции, 11 марта 1944 года он заключил с немцами договор о сотрудничестве против советских войск. Немцы передали повстанцам оружие, боеприпасы и перевязочные материалы. Начальник полиции безопасности и СД Львова полковник полиции Вальтер Биркамп рекомендовал относиться к УПА, не как к "банде", а как к союзному войску. Куреню "Макса" дали добро на штурм монастыря в Подкамене, где прятались до 500 поляков. Возможно, что Служба безопасности ОУН за переговоры с немцами намеревалась казнить "Макса", но он (догадываясь о своей судьбе) дезертировал после получения повестки о явке в Службу безопасности ОУН.
2 апреля 1944 года глава УПА-Север Дмитрий Клячкивский через абверкоманду группы армий «Северная Украина» передал письмо в Главное командование немецкой армии в Галиции, в котором изложил условия, на которых УПА могла бы координировать свои действия против Красной армии с вермахтом:
1. Командование немецкой армии добьётся от правительства Германии освобождения из тюрем и возвращения на родные земли проводника ОУН Степана Бандеры и всех политических заключённых (…).
2. Части немецкой армии, администрации и полиции прекратят акции уничтожения населения украинских земель, их имущества и лишения свободы.
3. Немецкие войска, администрация и полиция не будут препятствовать мобилизации украинского народа в УПА.
4. Немецкие войска, администрация и полиция не будут вмешиваться во внутренние дела украинских земель и не будут препятствовать нам в борьбе с элементами, которые сотрудничают с большевиками или хотят с ними сотрудничать.
5. Немецкое командование выдаст со своих складов для довооружения отрядов УПА 10 000 винтовок, 250 000 патронов к ним, 200 штук пулемётов «Кольт» и по четыре ленты патронов к ним, 20 полевых орудий, 30 штук гранатомётов «Штокесив», 10 зенитных орудий, 500 большевистских «финок» или немецких «МП», 500 револьверов бельгийских «НФ» калибра 9 мм, 10 000 гранат, 100 мин и соответствующее количество боеприпасов для орудий, гранатомётов и пистолетов.
6. Немецкие военные и полицейские части не будут препятствовать УПА проводить боевые, политические и разведывательные операции.
7. Немецкие части обяжутся дать повстанцам возможную помощь авиацией[источник не указан 1914 дней][133][неавторитетный источник].

При этом Клячкивский отметил, что есть большие сомнения относительно победы самой Германии над большевиками, потому что:
1. в наиболее критический момент Германию бросают все её прежние союзники;
2. бессмысленная политика сумасшедшего Гитлера и его бандитско-партийной клики натравила против Германии порабощённые народы Востока и Запада Европы;
3. немецкая армия деморализована и утратила веру в победу ... "[134].

На совещании начальников 101-й, 202-й и 305-й абверкоманд во Львове 19 апреля 1944 года начальник «Абверкоманды 101» подполковник Лингардт сообщал, что ранее он проводил свою разведывательную работу главным образом через военнопленных: «Под влиянием военных успехов Красной Армии сейчас почти невозможно привлекать их для использования в немецких интересах. По этой причине единственной возможностью для него остаётся использование людей УПА. За линией фронта без связи с УПА его разведывательная деятельность была бы немыслимой». Начальник «Абверкомманды 202» подполковник Зелигер высказал аналогичные взгляды. Против высказался начальник «Абверкомманды 305» полковник Христианзен, поскольку по вине УПА 14 Гренадерская Дивизия СС-Галичина, равно как и украинская вспомогательная полиция, большей частью находятся на грани разложения, а их члены массово переходят в ряды повстанцев.
В течение весны во Львове происходили переговоры уполномоченных полиции безопасности и СД Галиции с греко-католическим священником Иваном Гриньохом, выступавшим под псевдонимом «Герасимовский», которые полностью закончились только летом 1944 года. Переговоры проходили в несколько этапов. Первый состоялся 6 марта 1944 года Гриньох выдвигал немцам условия: не арестовывать украинцев, освободить всех украинских политических заключённых из тюрем и концлагерей, прежде всего женщин и их детей; немцы свернут свою агитацию, порочащую ОУН как большевистскую агентуру; ОУН получает свободу организационной работы и приготовления к борьбе с большевиками после отступления немцев, немецкая полиция защитить гражданское украинское население от польского террора и провокаций.|В случае выполнения этих условий руководство ОУН обещало, что отряды УПА не будет разрушать немецкие коммуникации и нападать на немецкие колонны, ОУН передаст немецким спецслужбам полученные её СБ документы о советских партизанах и диверсантах, УПА прекратит выгонять и уничтожать поляков в Галиции, а лишь будет сообщать немцам о терроре со стороны польских партизан против украинского населения и потребует быстрой защиты, повстанцы активизируют борьбу с красными партизанами и регулярными войсками Красной армии. Вторая встреча между Гриньохом и немецким представителем оберштурмбаннфюрером СС Йозефом Витиской состоялась во Львове 23 марта 1944. На переговорах было достигнуто соглашение об освобождении отдельных политзаключённых (Дарья Гнаткивская-Лебедь и её ребёнка) и о передаче Повстанческой армии оружия для борьбы в советском тылу. Немцы, теоретически согласились давать оружие тем повстанческим отрядам, которые должны были пересечь линию фронта и выйти в советский тыл. Очередная встреча между Гриньохом и Витиской состоялась 28 марта во Львове. Немецкий участник переговоров обвинил украинских националистов в том, что они продолжают нападения на немецкие войска, полицию, хозяйственные учреждения, проводят антинемецкую пропаганду и «разлагают» дивизию СС «Галичина». «Герасимовский» пообещал посодействовать прекращению враждебных действий в отношении немцев.
Однако, всё же никакой договорённости достигнуто не было. Только в начале осени 1944 года Гриньох в присутствии немцев встретился с находившемся в концлагере Степаном Бандерой и проинформировал его о переговорах. А Йозеф Витиска 22 апреля 1944 года телеграфировал руководителю гестапо Генриху Мюллеру о враждебной к немцам деятельности:

Совершая террор против поляков, УПА выступает в дистрикте как внушительная дестабилизирующая сила, она намерена усиливать эту деятельность впредь и стремится увлечь всю украинскую молодёжь так называемой «лесной идеей». К этому следует прибавить, что отдельные группы, особенно в южной части дистрикта, не боятся даже нападать на подразделения германского вермахта.
10 апреля 1944 года ГК УПА издало распоряжение, под угрозой смерти запрещавшее местным организациям сотрудничество с немцами. Угроза была приведена в исполнение по отношению к некоторым командирам отрядов. Например, 15 апреля 1944 года был казнён ещё один офицер УПА Николай Олейник-«Орёл» за заключение договора с немцами о совместной борьбе против поляков. Заверенные делом «Орла» тенденции могли привести к «разложению» УПА и командование было обязано жестоко прекратить любые самовольные переговоры. После расстрелов «Орла» и «Сосенка», большинство повстанческих полевых командиров по просьбе немцев о переговорах давали стандартный ответ — «Договоритесь себе с нашим проводником Степаном Бандерой, приказам которого мы подчиняемся и которого вы удерживаете в своих руках».
20 апреля 1944 командующий немецкой группы армий «Северная Украина» Вальтер Модель написал краткую инструкцию по обращению немецких солдат при встрече с отрядами УПА. Он констатировал, что в отдельных случаях отряды УПА идут на определённые соглашения, но потому, что украинцы сейчас видят большую опасность в возвращении советской власти. И немцы должны понимать позицию УПА, направленную против любого иностранного господства. В редких случаях предложенную отрядам УПА сотрудничество для военных целей ещё предполагалось использовать; в частности оказывать поддержку, когда речь идёт об усилении групп УПА на Волыни и Полесье. Но никаких документов, которые бы освещали ход и последствия указанных операций, пока не обнаружено.
3 мая 1944 года возле Чёрного леса командир куреня УПА "Бешеные" Василий Андрусяк (Резун) провёл переговоры с немецким окружным комиссаром Станислава доктором Гейнцом Альбрехтом, который после ряда обвинений предложил, чтобы УПА придерживалась нейтралитета по отношению к немецким войскам. Хотя в ходе переговоров Андрусяк подчёркивал, что все обязывающие решения может принимать только Главное Командование УПА, встреча, вероятно, завершилась заключением договора о сотрудничеством УПА и Вермахта по очистке Чёрного от советских партизан Шукаева.
В тот же день во Львове вновь состоялась встреча между Иваном Гриньохом и Йозефом Витиской. «Герасимовский» сообщал ему, что украинские повстанцы захватили в плен 20 советских парашютистов и готовы передать их немцам при условии, что те гестапо освободит из под стражи арестованных 20 апреля оуновцев и приговорённых к смертной казни. Опубликованы также документы германской полиции о переговорах с руководителями одной из групп УПА Хмелем 19 мая 1944 года Из переписки окружного руководителя в Каменке-Струмилово Неринга с Хмелем очевидно, что украинские националисты передавали немцам интересующую их информацию.
Одновременно с переговорами руководства УПА с германским командованием на низовом уровне происходили бои УПА с силами вермахта по инициативе немцев. Например, в донесении главнокомандующего армии «Северная Украина» 26 июня 1944 о деятельности УПА в Галиции сообщалось: «Во время наших операций против банд УПА в районе на север от Николаева было убито 29 бандитов, 250 захвачено в плен, а также добыто 2 пушки, амуницию, радиопередатчик, 5 транспортных средств, машины, лошади. Остатки банды отступили на северо-восток. Около 300 бандитов в немецком и российском обмундировании переместились с юго-востока от Камянки-Струмиловой на запад». Другой бой между УПА и немцами произошёл 4 июля возле Рогатина и ещё один 11 июля — возле Грубешова.
27 июля советская армия захватила Львов, Станислав и Перемышль, 6 августа — Дрогобыч и Борислав. Тем самым немцы потеряли почти всю Украину, за исключением горного хребта и Закарпатья. В то время лишь небольшая часть УПА находилась на немецкой стороне фронта, в Карпатах.
18 августа 1944 года начальник штаба армии «Северная Украина» генерал Рудольф фон Ксиландер передал штабам армий пункты соглашения, которое заключил представитель УПА с офицером вермахта в районе Турки. Соглашение предписывало немцам не атаковать отряды УПА, если те не будут атаковать первыми. УПА, в свою очередь, соглашалась помогать вермахту разведданными и выводить немецких солдат за линию фронта. Это соглашение рассматривалось УПА как «тактическое средство, а не настоящее сотрудничество».  Последним шагом в направлении окончательного свёртывания антигерманского фронта ОУН и УПА можно считать часть 1 приказа группы УПА «Запад-Карпаты» от 22 августа 1944. В нём отмечалось, что «немцы с отпущением украинской территории перестают быть для нас оккупантом и главным врагом». Исходя из этого, в приказе обращалось внимание на необходимость «сохранения Народной энергии на решительную и окончательную расправу с главным врагом Украины (большевиками)». Тем не менее, стычки между отрядами УПА и немцами продолжались, нередки были случаи нападения повстанцев на отступающие или разбитые части Вермахта с целью захвата оружия. К концу месяца фронт уже вышел за пределы большей части Западной Украины.
К концу 1944 года, по мере того, как Красная армия продвигалась на Запад к границам Германии, руководство Третьего Рейха было вынуждено пересмотреть своё отношение к украинскому национализму и УПА как потенциальному союзнику в войне против СССР. Осенью 1944 года из концлагеря Заксенхаузен были выпущены на свободу несколько десятков украинских националистических деятелей. Среди них в частности — Степан Бандера, Андрей Мельник, Тарас Бульба-Боровец и другие. Германская пресса публикует многочисленные статьи об успехах УПА в борьбе с большевиками, называя членов УПА «украинскими борцами за свободу». Немецкие власти намеревались использовать украинские националистические организации для диверсионной деятельности в тылу Красной Армии, в надежде на то, что это хоть как-то поможет ослабить наступающего противника. Немцы создали специальную команду абвера (ею руководил капитан Витцель — «Кирн»), которая поддерживала контакты с украинским национально-освободительным движением. С осени в немецких военных школах организовывались курсы, которые должны были в течение двух-трёх месяцев подготовить специальные разведывательно-диверсионные отряды из украинских националистов и немцев. Их должны были выбрасывать с парашютом за линию фронта на территорию Западной Украины, где диверсантам рекомендовалось наладить связь и сотрудничество с УПА, и организовать самостоятельные повстанческие отряды. Общая численность этих групп составила несколько сот человек, но в должной степени их не удалось использовать. Столь рискованные планы стали известны органам НКВД. Практика применения диверсантов-парашютистов благодаря оперативным действиям советской стороны на протяжении осени-зимы 1944 года в целом себя не оправдала. Да и повстанцы далеко не всегда лояльно встречали высадившихся десантников. В их отношении командование УПА издало специальное указание задерживать и разоружать эти группы, и после проверки органами СБ ОУН переводить в УПА или боёвки, как обычных стрелков «с правом аванса». «Ненадёжные» подлежали уничтожению. Документ делил «парашютов» на чужих и своих. Первые — «национальные парашютные подразделения (власовцы, немцы)». Вторые — диверсионные и разведывательные группы, выбрасываемые абвером на базы УПА.
Бандеру и других оуновских деятелей после освобождения из концлагеря перевезли в Берлин. Там Бандере предоставили квартиру в доме, где на нижнем этаже жили гестаповцы, которые за ним следили. Тут ему предложили, чтобы он возглавил украинский освободительный комитет, который должен быть создан в Германии (по аналогии с русским освободительным комитетом генерала Андрея Власова). Этому комитету должны были подчиняться все украинские националистические группировки и даже УПА. Бандера заявил, что он не может создать такой комитет, так как за своё время пребывания в концлагере он нe имел ровным счётом никакого влияния на ОУН, УПА и УГВР. Он посоветовал немцам обратиться к другим тематическим объединениям и деятелям. Касательно привлечения Степана Бандеры к созданию Украинского национального комитета свидетельствует заметка сотрудника Министерства по делам Восточных территорий — Отто Бройтигама. В ней он о бандеровцах отзывается с явным недоверием: «В прошлом это движение было направлено больше против Германии, чем против большевизма. И всё же руководимая этим движением УПА является сегодня очень ценным орудием борьбы против большевиков, что заслуживает всяческой поддержки, хотя многие представители немецкой гражданской администрации и стали её жертвами.».
В октябре 1944 года группа абверовских диверсантов из семи человек во главе с Дитрихом Витцелем совершила рейд в тыл Красной Армии, который закончился 7 ноября 1944. В ходе рейда на территорию Украины Кирн-Витцель выдавал себя за англичанина, и его целью было узнать, каковы отношения УПА к западным союзникам. После рейда группу Витцеля самолётом доставили в Краков. Капитан «Кирн», в частности, указывал, что, ведя переговоры со штабом УПА-Запад, он узнал о том, что, в рядах УПА находятся несколько сотен немецких солдат и офицеров. 17 ноября 1944 года руководство ОУН(б) сообщило Альфреду Розенбергу о создании в июле Украинской головной освободительной рады (УГВР) — подпольного парламента во главе с Кириллом Осьмаком. Ранее министр оккупированных территорий признал бандеровцев правомочными представителями украинского народа, запретив употреблять в печати по отношению к бойцам УПА кличку «бандиты».
Подробности отношений украинских националистов и немцев на рубеже 1944—1945 годов можно узнать из протокола допроса абверовца лейтенанта Зигфрида Мюллера. В конце осени был прикомандирован к «Абверкоманде-202» (г. Краков). При назначении он прошёл инструктаж. «Заместитель начальника отдела I-Ц генерального штаба по делам разведки капитан Дамерау и капитан Штольц сообщили мне, что в октябре 1944 года начальник „Абверкоманды-202“ капитан Кирн установил связь с южным штабом УПА и ведёт с украинскими националистами переговоры о привлечении повстанческих отрядов УПА к проведению диверсионной работы в тылу Красной Армии». Для детального выяснения возможностей дальнейшего сотрудничества 27 декабря с Кракова в расположение Главного командования УПА самолётом переброшена специальная группа в составе Витцеля (Кирна), Юрия Лопатинского — бывшего адъютанта Шухевича в батальоне «Нахтигаль», Василия Чижевского с инструкциями от Бандеры и радиста Скоробагата. Во время встречи с командующим УПА Шухевичем ему передали 5 млн рублей, которые предназначались для финансирования антисоветской борьбы ОУН и УПА. Получив деньги, он довольно пессимистично оценил перспективы сотрудничества с Германией, которая проигрывала войну. Шухевича больше интересовали возможности контактов с Англией и США, в которых виделись потенциальные союзники в борьбе с коммунистическим режимом. После завершения консультаций все украинцы — члены специальной группы, остались в расположении УПА, а Витцель отбыл в Рейх.
Контакты немцев с УПА прекратились в начале 1945 года. Приближающаяся катастрофа Третьего рейха не способствовала продолжению сотрудничества. Соглашения с точки зрения украинского подполья стали приносить больше вреда, чем пользы. Немногие немцы, воевавшие на украинской стороне, остались в УПА. Вполне возможно, что это — группа инструкторов по разведке и диверсиям, выступавшая там в связи с заключёнными соглашениями. Были также некоторые дезертиры из вермахта, которые попросту не хотели продолжать сражаться за Гитлера. Как указывают современные украинские историки, в 1944 году немцы в рамках сотрудничества передали УПА около 10 тысяч станковых и ручных пулемётов, 26 тысяч автоматов, 72 тысячи винтовок, 22 тысячи пистолетов, 100 тысяч ручных гранат, 300 полевых радиостанций. Бывший начальник полиции безопасности и СД в Галиции Йозеф Витиска, касаясь взаимоотношений УПА с немцами, в своём рапорте 18 декабря 1944 года на эту тему заявлял: «Те несколько связей, которые отдельные подразделения УПА имели с частями вермахта и за разведывательную информацию получали от них военное снаряжение, не имели существенного значения». В боях с УПА в 1944-45 годах, НКВД взяло в плен более 300 немецких военнослужащих (преимущественно офицеров абвера и гестапо), оставшихся в повстанческой среде. В подполье ОУН и УПА, кстати, немцы действовали до конца января 1947, когда СБ ОУН целенаправленно их ликвидировала, чтобы не компрометировать движение перед Западом.
В целом взаимоотношения УПА и немцев в этот период многие современные украинские историки характеризуют как «вооружённый нейтралитет» — УПА обязывалась первой не нападать на немецкие силы, предоставлять немецкой стороне разведывательные данные, получая в обмен оружие и ответный нейтралитет. В случае нападения немцев на отряды УПА или украинские сёла формирования УПА должны были давать решительный отпор. Однако такой была политика ГК УПА. На местах отдельные командиры часто без санкции сверху вступали в переговоры ради совместных действий против Красной Армии с немцами.
Немецкий фельдмаршал Эрих фон Манштейн, командующий группой армий «Юг», в своей книге «Утерянные победы», написанной уже после войны, упомянул отряды УПА, как «боровшиеся с советскими партизанами, но, как правило, отпускавшие на свободу попавших им в руки немцев, отобрав у них оружие». Сотрудник Министерства по делам Восточных территорий Отто Бройтигам в своих послевоенных мемуарах о отрядах УПА также писал: «На Украине появилось движение Сопротивления, Украинская Освободительная Армия (УПА), которая направила своё оружие против напиравшей Красной армии, точно так же как и против немецкой гражданской администрации на селе. Против немецкой армии она не сражалась».

### Отношение ОУН к дивизия СС «Галиция»
Важным аспектом взаимоотношений ОУН и Германии является деятельность 14 гренадерской дивизии Ваффен-СС «Галичина». Ещё в начале войны некоторые лидеры мельниковского движения выступали за создание украинской армии в составе немецких вооружённых сил.
Известие о создании дивизии СС «Галичина», объявленное 28 апреля 1943 года, вызвало резонанс в Галиции. Это было воспринято как объявление об изменении политики Третьего рейха в отношении украинцев. Поэтому в ряды дивизии пошли тысячи добровольцев, в том числе некоторые члены и симпатики ОУН. Однако против вербовки выступили командиры УПА с Волыни: Дмитрий Клячкивский и полковник Леонид Ступницкий. Под их влиянием ОУН-Б выступила с заявлениями, осуждающими вербовку.
Кампания вербовки в дивизию была связана с критикой деятельности подполья. Организаторы дивизии называли УПА «лесными бандами». Бандеровцы называли добровольцев в дивизию «государственными изменниками». Призывы ОУН-Б бойкотировать вербовку поначалу не дали результатов. Лишь осенью 1943 года часть людей, получивших призвание, попала в партизанские отряды вместо того, чтобы вступить в дивизию. Однако затем Центральный Провод ОУН изменил отношение к созданию дивизии. В ноябре 1943 года было признано, что это отличное место, где украинцы могут проходить военную подготовку. На дезертирство, возможно, указали только после прохождения военной подготовки. Официально ОУН-Б продолжала критиковать концепцию создания дивизии, но на практике бойкот её вербовки был прекращён.
При этом оуновцы пытались ввести в ряды дивизии своих проверенных людей, которые в нужный момент возьмут её под свой контроль. Они были отправлены, среди прочего капитан Богдан Пидгайный, лейтенант Михаил Качмара и лейтенант Григорий Голяш. Бандеровцы планировали ввести в каждое подразделение по одному члену ОУН-Б, но немцам удалось помешать этим намерениям путём тщательного отбора добровольцев. Однако они не смогли заблокировать контакты между бойцами дивизии и партизанами УПА.
Бойцы 4-го полка полиции СС, состоящие из добровольцев, которые не были допущены по состоянию здоровья или физического состояния к службе в 14-й гренадерской дивизии СС, одними из первых столкнулись с УПА. 4-му полку под командованием штурмбаннфюрера Зигфрида Банца была поставлена задача обеспечить тыл немецкой армии в Восточной Галиции. После агитационной демонстрации во Львове 22 февраля 1944 года отдельные батальоны дивизии были сосредоточены в Золочеве, Бродах и Збараже. Посёлок Гута Пеняцкая находился в зоне действия 4-го полка. 23 февраля 1944 года сюда прибыл его дозор. Произошло столкновение с польской самообороной, в котором погибли два солдата СС — Олекса Бобак и Роман Андрийчук (это были первые убитые солдаты дивизии СС «Галичина»). Для убитых немцы устроили торжественные похороны в Золочеве. По данным ряда польских историков, 28 февраля 1944 года 4-й добровольческий галицкий полк при содействии УПА в отместку за этот инцидент принял участие в уничтожении польского села Гута Пеняцкая, где было сожжено 172 дома и зверски уничтожено более 500 человек польского населения, включая женщин и детей. В марте ими же, при содействии отряда УПА, в доминиканском монастыре села Подкамень было уничтожено более 250 поляков.
5-й полицейский полк под командованием оберштурмбаннфюрера Франца Лехталера также оперировал в районе деятельности УПА. С 20 февраля по 22 июня 1944 года находился на линии Буг с задачей расширения оборонительных рубежей. Штаб полка и 1-го батальона дислоцировались в Хелме, 2-й батальон — в Грубешуве, 3-й батальон — в Белой Подляске. В марте-апреле 1944 года он участвовал в боях с польскими и советскими партизанами. Бойцы 5-го полка установили контакт с УПА в районе Люблина, что привело к многочисленным дезертирствам . Среди дезертиров был Марьян Лукасевич-«Ягода», впоследствии командующий объединением «Волки-2». В июне 1944 года 5-й полк, как и 4-й, расформировали, а его бойцов зачислили в дивизию.
В июле 1944 года началось советское наступление. {{нет АИ 2|Дивизия СС «Галичина» вместе с немецкими частями оказалась в котле, в котором около 7000 человек были убиты или взяты в плен. Из окружения вышло около 3 тысяч солдат дивизии, половина из которых составляла тыловые части (ветеринарная, техническая и др.). Остатки войск собрались в городе Среднее, расположенном между Ужгородом и Мукачево на Закарпатье.
Некоторые из выживших (примерно 200 человек) присоединились к УПА. По крайней мере, около 80 из них пополнили сотню «Дружинники» под командованием Михаила Марущака. Благодаря этому он создал ещё две сотни. Затем это подразделение добралось до Карпат, где часть солдат СС вернулась домой. Группа солдат из Словакии также достигла УПА, откуда дезертировала после подавления словацкого восстания. Солдаты дивизии передали повстанцам много оружия и боеприпасов. Согласно мемуарным воспоминаниям Ивана Гриньоха, достаточно было вооружить два батальона.
Всего ряды УПА пополнили несколько сотен бойцов дивизии. По словам Ивана Гриньоха, только за первые месяцы существования дивизии в УПА дезертировало почти 600 солдат. Однако украинский историк Андрей Боляновский перечисляет 158 имён солдат СС «Галичины», оказавшихся в составе повстанцев, в том числе командиров куреней и сотен.
После капитуляции Германии судьба военнослужащих дивизии «Галичина» сложилась по-разному. Около 1,5 тыс. военнослужащих попали в плен американцам — около 1 тыс. человек на территории Германии и 500 — Австрии. Около 10 тыс. украинцев попали в плен в английской зоне оккупации. Ещё 4,7 тыс. её солдат и офицеров были взяты в плен советскими войсками.
В отличие от большинства других восточноевропейских коллаборационистских соединений служащие дивизии не были выданы Советскому Союзу, им было разрешено эмигрировать в Канаду и США. Это было связано с тем, что западные союзники СССР по антигитлеровской коалиции не признавали границы государств в Европе, к изменению которых имела отношение гитлеровская Германия. Лондон, признававший в полной мере Польское правительство в изгнании, считал население Западной Украины (в том числе и солдат 14-й дивизии, которые были в основном из Галичины и в меньшей мере Волыни) гражданами Польши, но не СССР, поэтому выдача их Советскому Союзу не представлялась британцам и США очевидной.

### Сотрудничество ОУН с союзниками Третьего Рейха
Украинские националисты вели переговоры не только с представителями германского командования. Например, в переговорах с венграми они добились наибольших успехов.
В связи с ситуацией в Карпатской Украине в марте 1939 отношение ОУН к венграм на начальных этапах Второй Мировой войны было негативным, но не привело к каким-либо насильственным действиям против них. Первые переговоры между ОУН и венгерскими силами состоялись на Волыни в августе 1943 и носили локальный характер, после некоторых столкновений с отрядами УПА, венгерские войска, дислоцировавшиеся на Волыни заключили соглашение с одним из отрядов и заявили командному составу, что хотят видеться с руководством УПА и наладить взаимоотношения мадьяр с УПА, поскольку они не поддерживали нацистской политики по отношению к евреям и славянам, а 9 октября 1943 года между УПА и венграми было заключено предварительное соглашение, согласно которому венгры обязались:
1. а) не вести военных операций против УПА,
2. б) не реквизировать у населения продукты питания, фуража.

УПА обязалась:
1. а) не препятствовать венграм проводить добровольные закупки продуктов питания и фуража у населения для венгерской армии,
2. б) разрешить им пользоваться лесом[184].

28 октября 1943 года глава УПА Дмитрий Клячкивский отдал приказ не атаковать войска союзников Третьего Рейха: «1) Прекратить все действия против венгров, румын, словаков, латвийцев и других, которые пребывают на нашей территории, и под угрозой немецкого террора исполняют немецкие приказы. 2) Как можно скорее прийти на местах к соглашению с указанными инонациональными военными частями и договориться с ними о взаимной неприкосновенности. … 3) Указанные национальные военные части гостеприимно принимать в наших сёлах, даже помогать продуктами. …».
На более высоком уровне переговоры между венграми и УПА начались в конце осени. В ноябре 1943 года в Будапеште между представителями главного командования венгерских вооружённых сил и представителями руководства УПА было заключено окончательное соглашение о нейтралитете — венгерские войска отказывались от действий против УПА и карательных действий против местного украинского населения, УПА отказывалась от вооружённой борьбы против венгерской армии. Кроме этого соглашение предусматривало передачу венгерскими войсками в распоряжение УПА вооружения, медикаментов, различного рода оборудования. На местах соглашение порой нарушалось венгерской стороной, солдаты которой продолжали собирать продовольствие с местного украинского населения. Одновременно украинские националисты адресовали свои листовки-обращения солдатам венгерской армии. Например, в листовке, адресованной венгерским солдатам и изданной в январе 1944 года, УПА призывала венгерских солдат не выступать против УПА, а помогать ей, поскольку «помощь революционным движениям — этот удар по большевизму». Поэтому венгров призывали: «входите в контакт с Украинской Повстанческой Армией, завязывайте с ней тесные отношения, помогайте оружием и амуницией».
По словам Михаила Степаняка, националисты изменили своё отношение к Венгрии, поскольку венгерские войска изменили своё отношение к украинскому населению. Кроме этого, сотрудничество с Венгрией, считали они, не повлечёт таких негативных политических последствий, как сотрудничество с Германией, поскольку в тот момент Венгрия искала возможности для заключения сепаратного мира с союзниками.
Что же касается отношений УПА с Румынией, то они в 1944 году складывались с такими же эксцессами, как и с Третьим Рейхом. С румынами, помимо Северной Буковины, оккупировавшими и так называемую Трансистрию — территорию между Южным Бугом и Днестром — ОУН и УПА стремились заключать соглашение. Бывший руководитель ОУН в «Трансистрии» Тимофей Семчишин на допросе в НКВД 24 октября 1944 года показал, что в ходе переговоров в Кишинёве с представителями маршала Иона Антонеску 17-18 марта 1944 года между ОУН и УПА и Румынией были достигнуты устные договорённости по всем вопросам. Исключением стало непризнания со стороны ОУН восточной румынской границы, существовавшей до июня 1940 года. Поэтому договор так и не был подписан. Однако против румын УПА практически не воевала, а лишь ограничилась антирумынской агитацией и терактами против представителей румынской администрации в Северной Буковине.
В 1944 году в Северной Буковине в аккурат к приходу Красной Армии была создана Буковинская Украинская Армия Самообороны (БУСА). До 1944 года активного националистического или советского партизанского движения, как такового здесь не было. По мере наступления Красной Армии Черновицкая область постепенно перешла под контроль военной администрации Вермахта. В апреле 1944 года сюда в село Стрелецкий Угол Кицманского района Черновицкой области прибыл мельниковец Василий Шумка («Луговой»). ОУН (м) здесь ещё с 1940-1941 годов была значительно сильнее бандеровской фракции. Луговой возглавил местную группу самообороны. Отдельные группы самообороны начали действовать и в других районах Буковины. Позже сюда прибыли и десятки других мельниковцев и бандеровцев. Последние развернули здесь в селе Мигова лагерь подготовки кадров, хотя командование Группы армий «Южная Украина» стремилось не допустить повстанческой деятельности и поэтому на основе групп самообороны создало и вооружило мельниковскую Буковинскую самооборонную армию (БУСА), численностью до 600 человек. БУСА с приходом фронта вступила в борьбу с Красной Армией, а позже частично влилась в УПА-Запад, а частично ушла с немцами и в начале 1945 года влилась в УНА. В июле 1944 года Василий Шумка без разрешения Буковинского и Центрального управлений ОУН вступил в переговоры с вермахтом и вскоре за это был расстрелян.